# Índex espectral
En astronomia, l'índex espectral d'una font és una mesura de la dependència de la densitat del flux radiatiu sobre la freqüència. La freqüència donada {\displaystyle \nu } i el flux radiatiu {\displaystyle S}, l'índex espectral {\displaystyle \alpha } es dona implícitament per
{\displaystyle S\propto \nu ^{\alpha }.}
Recordeu que si el flux no segueix una llei de potència en la freqüència, l'índex espectral en si mateix és una funció de la freqüència. Reordenant l'anterior, veiem que l'índex espectral està donat per
{\displaystyle \alpha \!\left(\nu \right)={\frac {\partial \log S\!\left(\nu \right)}{\partial \log \nu }}.}
L'índex espectral també es defineix de vegades en termes de longitud d'ona {\displaystyle \lambda }. En aquest cas, l'índex espectral {\displaystyle \alpha } es dona implícitament per
{\displaystyle S\propto \lambda ^{\alpha },}
i a una freqüència donada, l'índex espectral es pot calcular prenent la derivada
{\displaystyle \alpha \!\left(\lambda \right)={\frac {\partial \log S\!\left(\lambda \right)}{\partial \log \lambda }}.}
La convenció de signe oposat s'empra de vegades, en què l'índex espectral ve donada per 
{\displaystyle S\propto \nu ^{-\alpha }.}
L'índex espectral d'una font pot fer al·lusió a les seves propietats. Per exemple, utilitzant la convenció de signe positiu, un índex espectral de 0 a 2 en les freqüències de ràdio indica emissió tèrmica, mentre que un índex espectral negativa pronunciada indica típicament emissió de sincrotró.

## Índex espectral d'emissió tèrmica
A freqüències de ràdio (és a dir, a la baixa freqüència, límit de longitud d'ona llarga), on la Llei de Rayleigh-Jeans és una bona aproximació a l'espectre de la radiació tèrmica, la intensitat ve donada per
{\displaystyle B_{\nu }(T)\simeq {\frac {2\nu ^{2}kT}{c^{2}}}.}
Prenent el logaritme de cada costat i prenent la derivada parcial respecte al rendiment {\displaystyle \log \,\nu }
{\displaystyle {\frac {\partial \log B_{\nu }(T)}{\partial \log \nu }}\simeq 2.}
Utilitzant la convenció de signe positiu, l'índex espectral de la radiació tèrmica és, doncs, {\displaystyle \alpha \simeq 2} en el règim de Rayleigh-Jeans. L'índex espectral s'aparta d'aquest valor a longituds d'ona més curtes, per a les quals la llei de Rayleigh-Jeans esdevé una aproximació cada vegada més inexacta, tendint cap a zero quan la intensitat arriba a un pic a una freqüència donada per la llei de desplaçament de Wien. A causa de la simple dependència de la temperatura del flux radiatiu en el règim de Rayleigh-Jeans, l'índex espectral de ràdio es defineix implícitament per
{\displaystyle S\propto \nu ^{\alpha }T.}